# Regra de Bergmann

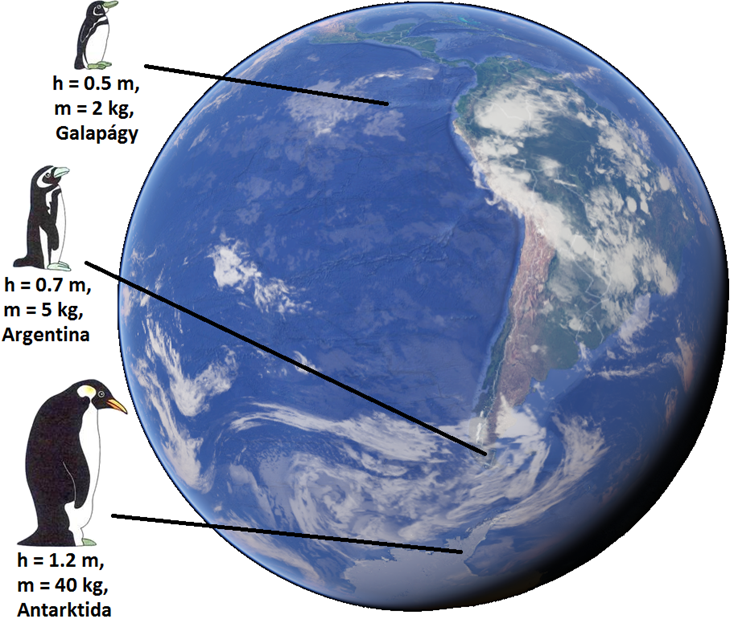
Regra de Bergmann - Pinguins na Terra (massa m, altura h)

A regra de Bergmann é uma regra ecogeográfica que afirma que dentro de um clado taxonômico amplamente distribuído, populações e espécies de maior tamanho são encontradas em ambientes mais frios, enquanto populações e espécies de menor tamanho são encontradas em regiões mais quentes. Embora originalmente formulada em termos de espécies dentro de um gênero, muitas vezes foi reformulada em termos de populações dentro de uma espécie. Freqüentemente, também é definida em termos de latitude. É possível que a regra também se aplique a algumas plantas, como Rapicactus.
A regra tem o nome do biólogo alemão do século XIX Carl Bergmann, que descreveu o padrão em 1847, embora não tenha sido o primeiro a notá-lo. A regra de Bergmann é mais frequentemente aplicada a mamíferos e pássaros endotérmicos, mas alguns pesquisadores também encontraram evidências para a regra em estudos de espécies ectotérmicas como a formiga Leptothorax acervorum. Embora a regra de Bergmann pareça ser verdadeira para muitos mamíferos e pássaros, há exceções.

## Exemplos

### Humanos
As populações humanas próximas aos pólos, incluindo os povos Inuit, Aleut e Sami, são em média mais pesadas do que as populações de latitudes médias, o que é consistente com a regra de Bergmann. Eles também tendem a ter membros mais curtos e troncos mais largos, de acordo com a regra de Allen.  De acordo com Marshall T. Newman em 1953, as populações nativas americanas são geralmente consistentes com a regra de Bergmann, embora o clima frio e a combinação de pequeno tamanho corporal dos inuítes orientais, da nação canoa, do povo Yuki, dos nativos dos Andes e do lago Harrison sejam contrários às expectativas de Regra de Bergmann.  Newman afirma que a regra de Bergmann vale para as populações da Eurásia, mas não para as da África Subsaariana.

### Aves
Um estudo de 2019 sobre mudanças morfológicas em aves migratórias usou corpos de aves que haviam colidido com prédios em Chicago entre 1978 e 2016. O comprimento dos ossos inferiores das suas pernas (um indicador do tamanho corporal) diminuíram, em média, em 2,4% e suas asas alongaram-se em 1,3%. Um estudo similar publicado em 2021 usou medidas de 77 aves não migratórias capturadas vivas para contrabando na planície amazônica. Entre 1979 e 2019, todas as espécies estudadas ficaram menores em tamanho em, no mínimo, 2% por década. As mudanças morfológicas são consideradas consequências do aquecimento global, configurando um possível exemplo de mudança evolutiva condizente com a regra de Bergmann.

### Répteis
Foi relatado que a regra de Bergmann é geralmente seguida pelos crocodilianos. No entanto, para tartarugas ou lagartos a validade da regra não foi apoiada.

### Plantas
A regra de Bergmann não pode ser generalizada para plantas. Em relação às Cactaceae, o caso do saguaro (Carnegiea gigantea), uma vez descrito como "uma tendência botânica de Bergmann", mostrou depender da chuva, principalmente da precipitação de inverno, e não da temperatura. Membros do gênero Rapicactus são maiores em ambientes mais frios, pois o diâmetro do caule aumenta com a altitude e, particularmente, com a latitude. No entanto, como os Rapicactus crescem em uma área de distribuição na qual a precipitação média tende a diminuir em latitudes mais altas, e seu tamanho corporal não é condicionado por variáveis climáticas, isso poderia sugerir uma possível tendência de Bergmann.

## Explicações
A explicação mais antiga, dada por Bergmann ao formular originalmente a regra, é que animais maiores têm uma relação área de superfície para volume menor do que animais menores, portanto irradiam menos calor corporal por unidade de massa e, portanto, permanecem mais quentes em climas frios. Os climas mais quentes impõem o problema oposto: o calor corporal gerado pelo metabolismo precisa ser dissipado rapidamente, em vez de ser armazenado internamente.
Assim, a maior proporção entre área de superfície e volume de animais menores em climas quentes e secos facilita a perda de calor pela pele e ajuda a resfriar o corpo. É importante notar que ao analisar a Regra de Bergmann no campo, os grupos de populações em estudo são de diferentes ambientes térmicos, e também foram separados por tempo suficiente para se diferenciar geneticamente em resposta a essas condições térmicas.

## Regra de Hesse
Em 1937, o zoólogo e ecologista alemão Richard Hesse propôs uma extensão da regra de Bergmann. A regra de Hesse, também conhecida como a regra do peso do coração, afirma que as espécies que habitam climas mais frios têm um coração maior em relação ao peso corporal do que as espécies intimamente relacionadas que habitam os climas mais quentes.